# Jack mistigri
Les jack mistigris sont des créatures fantastiques du folklore québécois. Il s'agit de créatures mi-humaines, mi-animales qui généralement dansent en groupe au cœur de la forêt laurentienne. Ils tuent généralement leurs victimes, certaines d'entre elles les rejoignant dans leurs danses macabres jusqu'à la fin des temps.

## Description
Les jack mistigris peuvent être de toutes formes et de tous gabarits. Certains sont tout petits alors que d'autres sont plus grands qu'un être humain. Il s'agit de créatures mi-humaines, mi-animales pouvant avoir des membres ou d'autres parties du corps de divers mammifères, d'oiseaux, voire de reptiles ou d'amphibiens. Ces derniers ont aussi une haleine dégageant une forte puanteur.
Ces derniers sont toujours en bande. À la tombée de la nuit, ces derniers débutent leurs danses macabres. Ces derniers sautent, roulent, culbutent, font claquer leurs os adoptant des positions grotesques et obscènes . 
On raconte que la plupart des témoins y ont laissé leur peau, ces derniers pouvant être mangés en moins de dix minutes. Si les âmes vertueuses vont au paradis, les mécréants sont changés en jack mistigri.

## Répartition
Les observations des jack mistigris ont généralement lieu dans les forêts du Québec, entre la rivière Saint-Maurice et la rivière des Outaouais.

## Citation
« Si y a un chrétien dans les environs, il est fini. En dix minutes, il est sucé, vidé, grignoté, viré en esquelette ; et s’il a la chance de pas être en état de grâce, il se trouve à son tour emmorphosé en jack mistigris, et condamné à mener c’te vie de chien-là jusqu’à la fin du monde. » (Les contes de Jos Violon, Louis Fréchette)